# 關係美學
關係美學（英語：relational aesthetics）又被稱作關係藝術（英語：relational art），是美術實踐上所呈現的一種模式或者趨勢，最早發現並提出者為法國藝術評論家尼可拉·布西歐。布希歐認為關係美學並非獨立的私人空間，而在理論或者實踐上從整體人類關係和社會背景發展的藝術實踐模式。這時藝術家應當被視為呈現關係美學的「催化劑」，而非整個藝術概念的中心。